# 扭率張量

沿着测地线的挠率

在微分几何中，扭率或稱挠率此一概念是刻画沿着曲线移动的标架的扭曲或螺旋的方法。例如曲线的挠率，出现在弗莱纳公式中，量化了一条曲线变化时关于它的切向量的扭曲程度（更确切的说弗莱纳标架关于切向量的旋转）。在曲面的几何中，“测地挠率”描述了曲面关于曲面上一条曲线的扭曲。相伴的曲率概念度量了沿着曲线的活动标架“没有扭曲的转动”。
更一般地，在装备一个仿射联络（即切丛的一个联络）的微分流形上，挠率与曲率构成了联络的两个基本不变量。在这种意义下，挠率给出了切空间关于一条曲线平行移动怎样扭曲的内蕴刻画；而曲率描述了切空间沿着曲线怎样旋转。挠率可具体的描述为一个张量，或一个向量值2-形式。如果 ∇ 是微分流形上一个联络，那么挠率张量用向量场 X 与 Y 表示定义为：
{\displaystyle T(X,Y)=\nabla _{X}Y-\nabla _{Y}X-[X,Y]}
这里 [X,Y] 是向量场的李括号。
挠率在测地线几何的研究特别重要。给定一个参数化测地线系统，我们一定指定一族仿射联络具有这些测地线，但是具有不同的挠率。具有惟一“吸收挠率”的联络，将列维-奇维塔联络推广到其他，也许没有度量的情形（比如芬斯勒几何）。吸收挠率在G-结构与嘉当等价方法的研究中也起着重要的作用。挠率通过关联的射影联络在研究测地线非参数族也很有用。在相对论中，这种想法以爱因斯坦-嘉当理论的形式提供了工具。

## 挠率张量
设 M 是切丛上带有联络 ∇ 的流形。挠率张量（有时也称为嘉当（挠率）张量）是一个向量值 2-形式，定义在向量场 X 于 Y上
{\displaystyle T(X,Y):=\nabla _{X}Y-\nabla _{Y}X-[X,Y]\ ,}
这里 [X,Y] 是两个向量场的李括号。由莱布尼兹法则，对任何光滑函数 f 有 T(fX,Y) = T(X,fY) = fT(X,Y)。所以 T 是一个张量，尽管是用非张量的共变导数定义的：它给出了切向量上的一个 2 形式，但共变导数只对向量场有定义。

### 曲率和比安基恒等式
联络 ∇ 的曲率张量是一个映射 TM ∧ TM → End(TM) ，定义在向量场 X, Y, 与 Z 上
{\displaystyle R(X,Y)Z=\nabla _{X}\nabla _{Y}Z-\nabla _{Y}\nabla _{X}Z-\nabla _{[X,Y]}Z\ .}
注意，对位于一点的向量，这个定义与这个向量如何扩张成一个向量场的方式无关（即定义了一个张量，类似于挠率）。
比安基恒等式联系了曲率和挠率。 将 X, Y 与 Z 的循环求和记为 {\displaystyle {\mathfrak {S}}}，例如
{\displaystyle {\mathfrak {S}}\left(R(X,Y)Z\right):=R(X,Y)Z+R(Y,Z)X+R(Z,X)Y\ .}
那么下面的公式成立
1. 比安基第一恒等式： 
{\displaystyle {\mathfrak {S}}\left(R(X,Y)Z\right)={\mathfrak {S}}\left(T(T(X,Y),Z)+(\nabla _{X}T)(Y,Z)\right)\ ,}
2. 比安基第二恒等式：
{\displaystyle {\mathfrak {S}}\left((\nabla _{X}R)(Y,Z)+R(T(X,Y),Z)\right)=0\ .}

### 挠率张量的分量
挠率张量在切丛的局部截面的基 (e1, ..., en) 下可写成分量 {\displaystyle T^{c}{}_{ab}}。令 X=ei，Y=ej，引入交换子系数 γkijek := [ei,ej]。那么挠率的分量是
{\displaystyle T^{k}{}_{ij}:=\Gamma ^{k}{}_{ij}-\Gamma ^{k}{}_{ji}-\gamma ^{k}{}_{ij},\quad i,j,k=1,2,\ldots ,n.}
如果基是和乐的，则李括号变为零，{\displaystyle \gamma ^{k}{}_{ij}=0}，从而 {\displaystyle T^{k}{}_{ij}=2\Gamma ^{k}{}_{[ij]}}。特别地（见下），测地线方程确定联络的对称部分，而挠率张量确定反对称部分。

### 挠率形式
挠率形式，是挠率的另一种刻画，适用于 M 的标架丛 FM。这个主丛装备有一个联络形式 ω，一个 gl(n)-值的 1-形式将竖直向量映到 gl(n) 中的右作用的生成元，且通过在 gl(n) 上的伴随表示等变纠缠于 GL(n) 在 FM 的切丛上的右作用。标架丛也带有一个典范 1 形式 θ，取值于
Rn，定义在标架 u ∈ FxM（视为一个线性函数 u : Rn → TxM）为
{\displaystyle \theta (X)=u^{-1}(d\pi (X))}
这里 π : FM → M 是主丛的投影映射。那么挠率形式是
{\displaystyle \Theta =d\theta +\omega \wedge \theta \ .}
等价地， Θ = Dθ，这里 D 是由联络确定的外共变导数。
挠率形式是一个取值于 Rn的（水平）扭曲形式，意味着在  g ∈ Gl(n) 的右作用下等变：
{\displaystyle R_{g}^{*}\Theta =g^{-1}\cdot \Theta \ ,}
这里 g 通过它在  Rn 上的基本表示作用在左边。

### 曲率形式与比安基恒等式
曲率形式是 gl(n)-值 2-形式
{\displaystyle \Omega =D\omega =d\omega +\omega \wedge \omega \ .}
这里，D 同样表示外共变导数。用曲率形式和挠率形式表示，相应的比安基恒等式为：

1. {\displaystyle D\Theta =\Omega \wedge \theta }
2. {\displaystyle D\Omega =0.\,}

进一步，我们可以从曲率形式和挠率形式复原曲率和挠率。在 FxM 中的点 u，我们有
{\displaystyle R(X,Y)Z=u\left(2\Omega (\pi ^{-1}(X),\pi ^{-1}(Y))\right)(u^{-1}(Z)),}
{\displaystyle T(X,Y)=u\left(2\Theta (\pi ^{-1}(X),\pi ^{-1}(Y))\right),}
这里 u : Rn → TxM 是确定纤维中标架的函数，且向量通过 π-1 的提升与选取无关，因为曲率和挠率形式是水平的（它们在不确定的竖直向量上为 0）。

#### 标架中的曲率形式
挠率形式可用底流形 M 上的联络形式，在切丛的一个特殊的标架 (e1,...,en) 下写出。联络形式表述这些截面的外共变导数
{\displaystyle D{\mathbf {e} }_{i}=\sum _{j=1}^{n}{\mathbf {e} }_{j}\omega _{i}^{j}\ .}
切丛的焊接形式（关于这个标架）是 ei 的对偶基 θi ∈ T*M，所以 θi(ej) = δij （克罗内克函数）
那么挠率 2-形式有分量
{\displaystyle \Theta ^{k}=d\theta ^{k}+\sum _{j=1}^{n}\omega _{j}^{k}\wedge \theta ^{j}=\sum _{i,j}T_{ij}^{k}\theta ^{i}\wedge \theta ^{j}\ .}
在最右边的表达式中，
{\displaystyle T_{ij}^{k}=\theta ^{k}(\nabla _{\mathbf {e} _{i}}\mathbf {e} _{j}-\nabla _{\mathbf {e} _{j}}\mathbf {e} _{i}-[\mathbf {e} _{i},\mathbf {e} _{j}])}
是挠率张量的标架分量，由首先的定义给出。
容易证明 Θi 像张量一个变化：如果另一个标架
{\displaystyle {\tilde {\mathbf {e} }}_{i}=\sum _{j}\mathbf {e} _{j}g_{i}^{j}}
对某个可逆矩阵值函数 (gij)，那么
{\displaystyle {\tilde {\Theta }}^{i}=(g^{-1})_{j}^{i}\Theta ^{j}.}
换句话说，Θ 是 (1,2) 型张量（一个反变、两个共变指标）。
做为另一种选择，焊接形式能用无标架形式刻画为 M 上的 TM-值 1形式θ，在对偶同构  End(TM) ≈ TM ⊗ T*M 下对应于切丛的恒等同态。则挠率 2-形式是 
{\displaystyle \Theta \in {\text{Hom}}(\wedge ^{2}TM,TM)}
的一个截面，由
{\displaystyle \Theta =D\theta \ ,}
给出。这里 D 是外共变导数（更多细节参见联络形式）。

### 不可约分解
挠率张量可以分解为两个不可约部分：不含迹的部分与包含迹的部分。用指标记法，T 的迹为
{\displaystyle a_{i}=T_{ik}^{k}\ ,}
不含迹的部分为
{\displaystyle B_{jk}^{i}=T_{jk}^{i}+{\frac {1}{n-1}}\delta _{j}^{i}a_{k}-{\frac {1}{n-1}}\delta _{k}^{i}a_{j}}
这里 δij 是克罗内克函数。
本质上有，
{\displaystyle T\in \operatorname {Hom} \left(\wedge ^{2}TM,TM\right)\ .}
T 的迹 tr T，是如下定义的 T*M 中一个元素。对固定的任何向量X ∈ TM，T 定义了一个 Hom(TM, TM) 中一个元素 T(X)，通过
{\displaystyle T(X):Y\mapsto T(X\wedge Y)\ .}
那么 (tr T)(X) 定义为这个同态的迹。这就是，
{\displaystyle (\operatorname {tr} \,T)(X){\stackrel {\text{def}}{=}}\operatorname {tr} (T(X))\ .}
T 不含迹的部分为
{\displaystyle T_{0}=T-{\frac {1}{n-1}}\iota (\operatorname {tr} \,T)}
这里 ι 表示内乘。
作为比安基恒等式的推论，1-形式 tr T 是一个闭 1-形式：
{\displaystyle d(\operatorname {tr} \,T)=0\ ,}
这里 d 是外导数。

## 特征描述与解释
这一节中总是假设：M 是微分流形，∇ 是 M 切丛上的共变导数除非另外指明。

### 仿射进化
假设 xt 是 M 上一条曲线。xt 的仿射进化定义为 Tx0M 中惟一的曲线 Ct 使得
{\displaystyle {\dot {C}}_{t}=\tau _{t}^{0}{\dot {x}}_{t},\quad C_{0}=0}
这里
{\displaystyle \tau _{t}^{0}:T_{x_{t}}M\to T_{x_{0}}M}
是与 ∇ 关联的平行移动。
特别地，如果 xt 是一个闭环路，则 Ct 是否闭取决于联络的挠率。从而挠率解释为曲线的 development 的螺位错。这样，挠率与联络的和乐转移分量联系起来。相伴的曲率概念描绘了无穷小线性变换（在黎曼联络情形或为旋转）。